# František Soukup (skladatel)
František Soukup (* 13. prosince 1983) je český hudební skladatel a textař. Je hlavním zakladatelem hudební skupiny Nightwork.

## Život
Jeho domovem je pražská čtvrť Malá Strana, jedna z nejstarších částí Prahy, do níž se v roce 1996 z Vinohrad přistěhoval se svými rodiči, hudebním skladatelem Ondřejem Soukupem a textařkou Gabrielou Osvaldovou.
Učení ho nebavilo, chodil za školu a raději se věnoval muzice, v níž našel záminku, jak umluvit otce, aby jej nechával doma. Z prvního gymnázia jej kvůli problémům s kázní vyloučili a na druhém musel opakovat maturitní zkoušku. Záškoláctví mu jeho otec promíjel, neboť tajně doufal, že se syn bude hudbou zabývat profesně jako on. Přestože se zprvu zdálo, že nedostuduje ani gymnázium, rozhodl se po maturitě pro studium vysoké školy, kterou úspěšně dokončil a získal titul Mgr. Vystudoval Soukromé gymnázium Josefa Škvoreckého v Praze a Metropolitní univerzitu Praha, pětiletý obor International Relations and European Studies. Posléze dokonce zvažoval navázat doktorským studiem, od čehož nakonec upustil a naplno se věnoval hudbě. Počínaje rokem 2005 spolupracoval se svým kolegou ze skupiny Nightwork Jakubem Prachařem, se kterým komponoval pro svou kapelu a tvořil filmovou, divadelní a reklamní hudbu. Prakticky nejvíc ho však zaměstnávala vlastní produkce kapely Nightwork, v níž hrál na klávesy a zpíval. Po rozpadu kapely Nightwork se začal naplno věnovat provádění staveb, jejich změn a odstraňování.

## Kariéra
Jeho umělecká kariéra byla silně ovlivněna prostředím hudebně založené rodiny, v níž vyrůstal. Muzika ho nebavila, později se však stala jeho živobytím. Tomu předcházela touha prosadit se a získat respekt v hudební branži, což nebylo, pro mladého muzikanta ve stínu rodičů slavných jmen, jednoduchým úkolem. Svůj sen o vlastní kapele uskutečnil v roce 2005, založením hudební formace Nightwork, díky níž později získal uznání.
S kapelou Nightwork do roku 2010 vydal tři hudební alba, z nichž poslední s názvem Tepláky aneb kroky Františka Soukupa, získalo hned několik hudebních ocenění.

## Dílo

### Filmová tvorba
- 2005 TV seriál On je žena (ústřední píseň Mat Dámou, produkce, text: Gabriela Osvaldová)
- 2005 film Panic je nanic (8 z 12 skladeb, produkce, soundtrack)
- 2006 film Experti (ústřední píseň Expert)
- 2006 film Prachy dělaj člověka (ústřední píseň Tlama vlčí)
- 2010 aktivita Vyměňte politiky (agitační píseň Vyměňte politiky)
- 2010 film Ženy v pokušení (ústřední píseň Slunce v duši)
- 2011 projekt Čtení pomáhá (Čti-wo:Kniha knih-Den zúčtování)
- 2011 reklama Veselé Velikonoce (reklamní kampaň Vodafone)
- 2012 film Signál (hudba a soundtrack Čekám na signál)
- 2013 muzikál Ženy v pokušení - plánováno

### Divadelní tvorba
- Divadlo DISK

2007 Láska vole (premiéra: 5. prosince 2007 / derniéra: 3. května 2008) (Petr Kolečko/Jan Frič/Ondřej Novotný)

### Kapela Nightwork
- 2007 CD album Respectmaja
- 2008 CD album Respectmaja reedition
- 2010 CD album Tepláky aneb kroky Františka Soukupa

### Další tvorba
- 2005 hymna ČEZ (motivační píseň Síla skupiny, text: Gabriela Osvaldová)
- 2007 rozhlasový seriál Život je pes (titulní píseň)
- 2009 CD album Ty jsi můj strašnej zloděj času (hudba k audioknize)

## Ocenění

### Ceny Anděl
- 2010 album roku (Tepláky aneb kroky Františka Soukupa)

### Hudební ceny Žebřík
- 2009 2. místo v kategorii skladba (Globální oteplování)
- 2010 3. místo v kategorii album roku (Tepláky aneb kroky Františka Soukupa), 3. místo v kategorii skladba roku (Tepláky)

## Video
- Kravatatzi (2007) (Nightwork)
- Mája (Nightwork)
- Nescafé 3v1 on-line kampaň SNADNÉ-VÝMLUVY (2008) (NYDRLE studio)
- Globální oteplování (Nightwork)
- Vánoční čas (Nightwork)
- Tepláky (Nightwork)
- Vyměňte politiky (2010) (Nightwork)
- Andělská dívka (Nightwork)
- Čti-wo:Kniha knih-Den zúčtování (2011) (Nightwork)
- Vodafone experti (2012) (Vodafone)
- Nakoplá sázka – EURO 2012 (2012) (PEPSICO CZ) kampaň Pepsi „Crowd Surfing“ reklamní sázka mezi Nightwork a fotbalovou reprezentací

## Vedlejší aktivity a charita
- on-line kampaň snadné-výmluvy pro Nescafé 3v1 (NYDRLE studio, 2008)
- účast na Čtvrté pražské defenestraci (občanská iniciativa v boji proti korupci, 2010)
- aktivita Vyměňte politiky (agitační píseň Vyměňte politiky, 2010)
- benefiční koncert SOS HAITI (pomoc obětem zemětřesení na Haiti, 2010)
- charitativní akce v pražské ZOO pod názvem Homo sapiens Nightworki (projekt na ochranu ohrožených druhů živočichů, 2011)
- projekt Čtení pomáhá (2011)
- akce Běh pro Paraple (charitativní projekt na pomoc lidem na vozíčku, 2011)
- kampaň Pepsi „Crowd Surfing“ reklamní sázka mezi Nightwork a fotbalovou reprezentací (PEPSICO CZ, 2012)
- petice PREZIDYK 2013 (boj za změny v Ústavě České republiky, 2012)